# Zhao posteriors
Zhao posteriors (Txao posteriors o Heou Txao) fou una dinastia del nord de la Xina del segle iv, que va substituir a la dinastia Zhao anteriors.
Un cap xiongnu, Xe Lei, es va crear un regne propi a la regió de Siang-kuo (actual Chouen-to) al sud d'Hopei. El 329 Xe Lei va destronar la dinastia xiongnu Zhao anteriors i va fundar una nova dinastia xiongnu dels Zhao posteriors (vers 330-350). Va establir la capital a Yé (actual Tchang-to) i Luoyang com a segona capital.
Va morir vers el 333 i el va succeir Xe Hu (334-349), un bàrbar salvatge [22] que el seu fill va tractar d'assassinar cosa que li va costar la vida; el fill era un altre monstre, que es va menjar rostida i servida a la taula alguna de les seves concubines. Els seus dominis tenien per capital Tchang-to (Yé) al nord d'Honan, i governava el Shensi (menys Han-txong que pertanyia als Han meridionals), el Shansi (menys Ta-t'ong que estava dominat pels t'o-pa), l'Hopei, el Shantung, el Honan i les parts al nord del Kiangsu i el Nanghuei.
Aquest regne de grans dimensions es va enfonsar a la mort de Xe-Hu el 349. Els seus hereus i els generals es van disputar la successió. Els mujong del Leao-tong van aprofitar l'anarquia per a apoderar-se de l'Hopei (entre 350 i 352), Shansi i Shantung i van acabar fundant la dinastia dels Yen anteriors (o Yan anteriors)

## Reis de la dinastia Zhao posterior
| Nom de temple      | Nom pòstum                                   | Nom de família i nom normal | Duracuó del regnat  | Nom de l'era i duració                                                                       |
| ------------------ | -------------------------------------------- | --------------------------- | ------------------- | -------------------------------------------------------------------------------------------- |
| Gaozu (高祖 Gāozǔ) | Ming (明 míng)                               | Shi Le (石勒 Shí Lè)        | 319-333             | Zhaowang (趙王 Zhàowáng) 319-328 Taihe (太和 Tàihé) 328-330 Jianping (建平 Jiànpíng) 330-333 |
| No existeix        | Príncep de Haiyang (海陽王 Hǎiyáng wáng)     | Shi Hong (石弘 Shí Hóng)    | 333-334             | Yanxi (延熙 Yánxī) 334                                                                       |
| Taizu (太祖 Tàizǔ) | Wu (武 Wǔ)                                   | Shi Hu (石虎 Shí Hǔ)        | 334-349             | Jianwu (建武 Jiànwǔ) 335-349 Taining (太寧 Tàiníng) 349                                      |
| No existeix        | Príncep de Qiao (譙王 Qiáo wáng)             | Shi Shi (石世 Shí Shì)      | 33 dies el 349      | Taining (太寧 Tàiníng) 33 dies el 349                                                        |
| No existeix        | Príncep de Pengcheng (彭城王 Péngchéng wáng) | Shi Zun (石遵 Shí Zūn)      | 183 dies el 349     | Taining (太寧 Tàiníng) 183 dies el 349                                                       |
| No existeix        | Príncep de Yiyang (義陽王 Yìyáng wáng)       | Shi Jian (石鑒 Shí Jiàn)    | 103 dies el 349-350 | Qinglong (青龍 Qīnglóng) 103 dies el 349-350                                                 |
| No existeix        | Príncep de Xinxing (新興王 Xīnxīng wáng)     | Shi Zhi (石祗 Shí Zhī)      | 350-351             | Yongning (永寧 Yǒngníng) 350-351                                                             |